# Mangelia perattenuata
Mangelia perattenuata é uma espécie de gastrópode do gênero Mangelia, pertencente a família Mangeliidae.